# Porthidium hespere
Espèce
Synonymes
- Bothrops hesperis Campbell, 1976

Statut de conservation UICN

 DD  : Données insuffisantes
Porthidium hespere est une espèce de serpents de la famille des Viperidae. 

## Répartition
Cette espèce est endémique du Mexique. Elle se rencontre dans les États du Colima et du Michoacán.

## Description
C'est un serpent venimeux.

## Publication originale
- Campbell, 1976 : A new terrestrial pit viper of the genus Bothrops (Reptilia, Serpentes, Crotalidae) from western México. Journal of Herpetology, vol. 10, p. 151-160.